# Färäc Qarayev
Garayev Faraj Gara oglu (Bakú, 19 de desembre, 1943, compositor azerbaidjan, artista popular de la República de l'Azerbaidjan (2018), docent (1982), professor (1998), becari individual del president de República de l'Azerbaidjan (des de 2022).

## Biografia
Faraj Garayev va néixer el 1943. El Conservatori Estatal d'Azerbaidjan va ser fundat l'any 1966 pel prof. Es va graduar a la classe de Gara Garayev. Des de 1991, viu de manera intermitent a Bakú i Moscou.
Garayev Faraj és fill de Qara Qarayev.

## Activitat
Va començar a ensenyar al Conservatori de l'Azerbaidjan el 1966. Des de 1999, P.I. És professor del Departament de Teoria de la Música al Conservatori Estatal Txaikovski de Moscou.
El 1994-1996, va ser el vicepresident de l'Associació de Música Contemporània (ACM) a Moscou. Des de 1995, és el president de la Nova Societat Musical de Bakú. El 1980-1994, va treballar com a director artístic del col·lectiu BaKaRa-ensemble.
El 2003-2005, va treballar com a professor al departament de composició del Conservatori de Kazan. Va rebre la Fundació A. Krupp i el 1991 va treballar com a compositor resident a la Volkwang Hochschule Essen.
És molt complicat caracteritzar amb precisió l'obra del compositor estilísticament, moltes direccions artístiques i diverses tècniques compositives, que es reuniran per l'estètica postmoderna, coincideixen amb diferents períodes de l'obra de Garayev: neoclassicisme i serialisme, puntillisme i sonorística, collage, teatre instrumental, etc.
La seva música s'interpreta en diversos festivals i concerts celebrats a la CEI, Europa, països d'Amèrica del Sud, EUA, Japó.

## Premis
- Artista honorat de la RSS d'Azerbaidjan (1982)
- Premi "Humay" (1999)
- Artista popular de la República de l'Azerbaidjan (27 de maig de 2018)[4]
- El 10 de maig de 2022, se li va concedir una beca individual del president de la República de l'Azerbaidjan pels seus serveis en el desenvolupament de la cultura d'Azerbaidjan.[5]